# Astérix gladiateur
Astérix gladiateur est le quatrième album de la bande dessinée Astérix, publié en 1964, scénarisé par René Goscinny et dessiné par Albert Uderzo.
Il a été pré-publié dans le journal Pilote du no 126 (22 mars 1962) au no 168 (10 janvier 1963).

## Résumé
Le responsable du camp romain de Petibonum, le centurion Gracchus Nenjetépus, reçoit la visite du préfet des Gaules Caligula Alavacomgetepus qui lui annonce son départ imminent à Rome et son intention d'« offrir » à cette occasion à Jules César un des irréductibles Gaulois du village. D'abord hostile à cette idée, le centurion estime après réflexion que seul le barde Assurancetourix, le plus inoffensif de tous, pourrait éventuellement convenir à un tel projet.
Peu de temps après, Assurancetourix va faire un tour en forêt pour s'exercer à son art, ignorant qu'il est épié par un groupe de Romains, envoyés pour le capturer. Ils sont d'abord épouvantés par son chant, mais, se bouchant les oreilles avec du persil, ils l'enlèvent. Les villageois avertis de sa capture, attaquent le camp de Petibonum pour le délivrer, mais apprennent que le barde est dans une galère en direction de Rome, pour être « offert » à César.
Astérix et Obélix décident de quitter la Gaule pour le sauver. Un marchand phénicien, Épidemaïs, accepte de les prendre sur son navire et de les conduire à Rome. En mer, ils rencontrent des pirates, mais les battent aisément.
À Rome, le préfet Caligula Alavacomgetepus offre son cadeau à César qui le remercie. Plus tard, le laniste (entraîneur de gladiateurs) Caïus Obtus ayant informé le dictateur qu'il n'était pas en mesure de faire d'Assurancetourix une nouvelle recrue, César décide de jeter le barde aux lions.
À Rome, Astérix et Obélix ont besoin de renseignements avant d'agir. Dans un restaurant gaulois, ils font la connaissance de Plaintcontrix, un compatriote installé à Rome et qui fait des économies pour ouvrir un restaurant romain à Lutèce. Astérix lui apprend qu'ils sont à la recherche d'un barde gaulois offert en cadeau à César. Plaintcontrix leur donne rendez-vous chez lui, le soir même. En attendant, les deux compagnons vont visiter les thermes où ils se font remarquer par Caïus Obtus, toujours à la recherche de gladiateurs prometteurs.
Le soir venu, Astérix et Obélix se rendent dans l'immeuble (insula) de Plaintcontrix, se trompent de porte et en cassent plusieurs. Le restaurateur leur explique qu'il a entendu parler d'un barde apporté par le préfet à César : celui-ci sera jeté aux lions lors des prochains jeux du cirque ; il est emprisonné dans une cellule du cirque d'où l'on ne s'évade pas. Il les met également en garde contre Caïus Obtus qui cherche des hommes pour les combats des jeux. Sortis de chez Plaintcontrix, les Gaulois sont de fait attaqués par deux hommes de Caïus Obtus, mais les battent.
Après une nuit passée dans une auberge près du cirque, Astérix et Obélix rencontrent un Romain qui demande à l'aubergiste du persil « pour se protéger du chant d'un prisonnier ». Astérix comprend qu'il parle d'Assurancetourix, et Obélix obtient innocemment le numéro du cachot où le barde est enfermé. La première tentative des Gaulois pour sauver leur ami se solde par un échec, car Assurancetourix a été transféré dans un sous-sol inférieur. Astérix demande conseil à Plaintcontrix qui leur apprend que les seules créatures autorisées à entrer au cirque sont les condamnés, les lions et les gladiateurs. La nouvelle de leur tentative ratée étant parvenue aux oreilles de Caïus Obtus, celui-ci prend des mesures radicales pour se procurer ces Gaulois coûte que coûte. Il renforce notamment les effectifs chargés de leur capture, mais une fois encore, Astérix et Obélix battent les hommes du laniste.
Caïus Obtus fait alors placarder dans la ville des avis de recherche offrant 10 000 sesterces à qui lui amènera les deux Gaulois. Or Astérix vient de trouver une idée pour se rapprocher d'Assurancetourix : se faire passer pour des gladiateurs. Après avoir échappé (une nouvelle fois) à une embuscade tendue par les hommes du laniste, les deux compagnons retrouvent ce dernier aux thermes. D'abord terrifié à l'idée que les Gaulois sont venus pour se venger, Caïus est soulagé lorsqu'il apprend que ceux-ci sont prêts à devenir gladiateurs. Après leur avoir fait signer les contrats, il les confie à l'entraîneur de gladiateurs Briseradius qui les emmène dans la caserne pour commencer leur « formation ». Peu impressionnés par lui, Astérix et Obélix invitent les autres gladiateurs à délaisser leur entraînement et à jouer à des jeux futiles (par exemple, au ni oui ni non, aux charades, etc.), ce qui irrite Caïus Obtus. Alors que ce dernier présente son programme de jeux à César, les Gaulois sortent de la caserne pour faire un tour en ville. À la veille des jeux, comme les autres gladiateurs n'ont plus envie de se battre, Astérix leur promet qu'ils n'auront pas à le faire. Les deux Gaulois convainquent ensuite un garde de les emmener voir Assurancetourix et informent celui-ci de leur intention de le libérer.
Le lendemain, les jeux du cirque s'ouvrent en présence de César et de son fils adoptif Brutus. Pendant les courses de chars, Astérix et Obélix remplacent au pied levé un conducteur de char tombé malade et parviennent à gagner. Assurancetourix est ensuite jeté aux lions, mais son chant les terrifie et fait également fuir le public. Caïus Obtus essaie de calmer César, en colère devant le fiasco du spectacle. Une fois les gladiateurs présentés à César, Astérix leur demande de jeter leurs armes et les invite à jouer au « ni oui ni non », provoquant  la rage de César qui leur ordonne de se battre. Pour tenir sa promesse aux gladiateurs, Astérix réplique au dictateur que, s'il veut des combats, il n'a qu'à envoyer une patrouille romaine contre Obélix et lui. César envoie alors sa garde... qui est aisément vaincue par les deux Gaulois. Mais voyant que le public apprécie le spectacle, César déclare les Gaulois vainqueurs et, en récompense, s'engage à leur accorder ce qu'ils désirent. Astérix lui répond qu'il veut que l'on rende la liberté à leur barde, ainsi qu'aux gladiateurs. César accepte. Astérix demande également au dictateur de leur « prêter » Caïus Obtus pour les raccompagner en Gaule, à charge pour eux de le lui renvoyer ensuite. César accepte également, au grand dam du laniste.
Puis les Gaulois retrouvent Épidemaïs au port, qui leur propose de les ramener en Gaule. Sur le navire, Astérix annonce au laniste surpris qu'il va ramer jusqu'en Gaule, pour le punir d'avoir gagné sa vie « sur les muscles des autres ». Et, quand Assurancetourix propose de chanter « pour lui donner du courage », Caïus Obtus est tellement épouvanté qu'il s'exécute à toute vitesse ; ainsi, après un bref voyage, les Gaulois arrivent enfin chez eux. Pour tenir sa promesse à César, Astérix demande à Épidemaïs de ramener le laniste chez lui, sans le vendre comme esclave. Les villageois célèbrent ensuite le retour des trois Gaulois avec un banquet, ayant comme toujours ligoté et bâillonné Assurancetourix pour l'empêcher de chanter.

## Personnages principaux
- Les habitants du village gaulois, dont : 
  - Astérix, guerrier,
  - Obélix, livreur de menhir,
  - Assurancetourix, barde,
  - Keskonrix, petit garçon donnant l'alerte de l'enlèvement d'Assurancetourix,
  - Abraracourcix, chef du village,
  - Panoramix, druide,
  - Agecanonix (non nommé), vieillard, remplaçant Obélix pendant son absence en tant que livreur de menhir ;
- Les Romains du camp Petibonum, dont : 
  - Caligula Alavacomgetepus, préfet des Gaules,
  - Gracchus Nenjetépus, centurion du camp Petibonum ;
- Épidemaïs, marchand phénicien, et son équipage ;
- Les pirates, dont : 
  - Barbe-Rouge (non nommé), chef des pirates,
  - Triple-Patte (non nommé), pirate unijambiste disant des citations latines,
  - Baba (non nommé), vigie des pirates (on entend juste sa voix) ;
- Jules César, imperator romain ;
- Caïus Obtus, laniste propriétaire de gladiateurs ;
- Plaintcontrix, restaurateur gaulois à Rome ;
- Briseradius, dresseur de gladiateurs ;
- les gladiateurs du cirque de Rome, dont un dénommé Lupus ;
- Rictus et Ziguépus, geôliers au cirque de Rome ;
- Brutus, fils adoptif de César.

## Analyse

### Premières rencontres
- Pour leur quatrième aventure, les Gaulois découvrent Rome pour la première fois.
- Assurancetourix, barde au chant insupportable, est offert en cadeau à Jules César au même titre qu'un bibelot. Il chante des parodies de chansons françaises.
- Caligula Alavacomgetepus, préfet des Gaules, est une caricature du journaliste, dessinateur humoristique et romancier George Fronval[1],[2].
- Le centurion Gracchus Nenjetépus apparaîtra dans l'album suivant,  Le Tour de Gaule d'Astérix.
- Agecanonix apparaît sans être nommé, lorsque Obélix cherche un remplaçant pour gérer ses menhirs durant son absence et qu'il trouve le vieillard tremblotant. S'il réapparaît discrètement dans des aventures suivantes, il ne sera nommé et ne deviendra un personnage à part entière que dans Astérix aux Jeux olympiques.
- Les Gaulois font la connaissance de Plaintcontrix, restaurateur gaulois installé à Rome, que l'on retrouvera dans Astérix en Corse, et d'Épidemaïs, marchand phénicien, que l'on retrouvera dans L'Odyssée d'Astérix et La Fille de Vercingétorix.
- C'est aussi la première rencontre avec les pirates. Le chef à la barbe rousse (Barbe-Rouge) et le vieux latiniste distingué (Triple-Patte) sont déjà présents, sans être nommés. La vigie (Baba, également non nommé) qui avale les « r » quand il parle n'apparaît pas, même si trois répliques portent sa signature. Au départ, il s'agissait d'une simple plaisanterie des auteurs envers leurs collègues Jean-Michel Charlier et Victor Hubinon, en parodiant leurs personnages de Barbe-Rouge. Mais ces pirates comiques deviendront finalement des personnages récurrents de la série, apparaissant à presque tous les albums suivants, rencontrant un grand succès auprès des lecteurs.
- Caïus Obtus, propriétaire dresseur de gladiateurs (il est laniste), lorsqu'il examine Assurancetourix afin d'en faire potentiellement un gladiateur, apparaît pour la seule et unique fois vêtu différemment de la suite de l'album, en toge blanche et cape rouge, sous lesquels il apparaît dans le dessin animé Astérix et la Surprise de César.
- Brutus, fils adoptif de César, apparaît pour la première fois dans cet album ; il réapparaîtra dans plusieurs albums par la suite : La Zizanie, Le Devin, Le Fils d'Astérix et La Fille de Vercingétorix. Il a les traits de l'acteur Tony Curtis.

### Villes et lieux traversés
- Le village des Gaulois : village situé en Bretagne (Armorique) où vivent Astérix et Obélix ;
- Ostia (Ostie) : port principal de Rome, où Épidemaïs débarque les deux Gaulois ;
- Roma (Rome) : principal lieu de l'action, capitale de la République romaine.

### Citations latines
- Alea jacta est (Le sort en est jeté) : phrase prononcée par Gracchus Nenjetépus menacé par Astérix.
- Vanitas vanitatum et omnia vanitas  (Vanité des vanités et tout est vanité) : phrase prononcée par le pirate Triple-Patte.
- Tu quoque fili ! (Toi aussi, mon fils !) : phrase prononcée par Jules César adressée à Brutus pour qu'il l'applaudisse lui aussi (parodiant celle célèbre criée par ce même César, voyant son fils le poignarder, lors de la conjuration visant à l'assassiner) ;
- Plaudite, cives (Applaudissez, citoyens) : cri lancé pour que la foule du cirque applaudisse.
- Veni, vidi, et je n'en crois pas mes yeux !, phrase prononcée par César en colère, parodiant Veni, vidi, vici (Je suis venu, j'ai vu, j'ai vaincu).
- Ave César, morituri te salutant (Salut César, ceux qui vont mourir te saluent) : phrase prononcée par les gladiateurs du cirque saluant César.

### Chansons
Durant l'album, le barde Assurancetourix chante à plusieurs reprises :
- Ils ont des casques ailés, vives les Celtes, parodie de Ils ont des chapeaux ronds, vives les Bretons de la chanson Vive la Bretagne ;
- Massilia de mes amours, parodie de la chanson Rossignol de mes amours de Luis Mariano ;
- Il était une petite galère, parodie de la chanson Il était un petit navire ;
- Menhir montant, parodie de la chanson Ménilmontant de Charles Trénet ;
- C'est le petit vin blanc, qu'on boit sous les dolmens, parodie de la chanson Ah ! Le petit vin blanc ;
- Salut, ô mon dernier latin, parodie de la chanson Salut ô mon dernier matin, tirée de Faust de Charles Gounod ;
- Jolie fleur de patricien, parodie de la chanson Jolie fleur de papillon d'Annie Cordy.

Menhir montant sera la chanson interprétée par Assurancetourix lors du concours des bardes gaulois dans le livre-disque Le Menhir d'or publié en 1967. Massilia de mes amours y sera aussi interprétée par un autre concurrent nommé justement Livredix.

### Culture romaine
- Afin de représenter la Rome antique, les auteurs se sont principalement basés sur La vie quotidienne à Rome à l'apogée de l'Empire, écrit en 1939 par Jérôme Carcopino, et Histoire de Rome, écrit en 1934 par André Piganiol[4]. Grâce à leur documentation, ils nous montrent cette ville dans le mélange de réalisme et de liberté prise avec l'histoire qui les caractérise. Cela se remarque tant dans les dessins, où dominent les teintes bleutées, que dans le texte, riche en références culturelles.
- La Rome d'Astérix, bien que représentant la Ville Éternelle comme elle était dans l'Antiquité, symbolise aussi la grande ville moderne, élevée au rang métropolitain[5]. On découvre ainsi une ville gigantesque, très urbanisée, densément peuplée avec des Habitations Latines Mélangées (parodiant les HLM français), consumériste et hiérarchisée en classes.
- Elle représente aussi un lieu emblématique culturel comme ceux d'aujourd'hui, attirant des touristes du monde entier. C'est montré dans l'album lorsque les héros visitent la ville au milieu de Grecs, des Gaulois et des Égyptiens (dont l'un dégrade les monuments en écrivant des hiéroglyphes graffitis sur une colonne). On voit d'ailleurs des commerçants vendre des figurines évoquant l'art romain, comme on en trouve beaucoup de nos jours dans les zones touristiques de Rome.
- Pour la première fois, les auteurs parodient le fameux proverbe romain « tous les chemins mènent à Rome ». Quand les deux Gaulois font du bateau-stop pour se faire emmener par Épidemaïs jusqu'à Rome, ils indiquent avec leurs pouces des directions opposées. Peu importe la direction, puisque tous les chemins y mènent.
- Astérix et Obélix découvrent dans cet album les thermes romains, qui sont loin de les détendre. Après s'être changés dans l'apodyterium (vestiaire), ils commencent par le sudatorium (salle de transpiration humide, équivalent du hammam actuel), suivi du caldarium (bains chauds), où les températures ambiantes ne leur conviennent pas. Obélix se précipite donc dans le frigidarium (bains froids) afin de s'y rafraîchir, tandis qu'Astérix subit une vigoureuse séance de massages. Des thermes peuvent aussi comporter une natatio (bassin à température ambiante, pouvant être à ciel ouvert), un tepidarium (bains tièdes) et un laconicum (salle de transpiration sèche).
- On voit aussi comment sont organisés les logements romains. D'une part avec l'insula, édifice servant alors d'immeuble d'habitation, composée d'appartements à louer. À l'entrée, une pancarte annonce que "l'ostiaria se trouve dans l'escalier", nom (issu du latin ostiarius, ce qui signifie « portier » ou « garde des portes ») équivalent ici à l'actuel concierge. De même qu'une pancarte incitant à essuyer ses caligae fait référence aux actuelles chaussures, que l'on doit essuyer à l'entrée d'un bâtiment que l'on veut garder propre. En haut, on découvre l'appartement de Plaintcontrix, au confort spartiate, composé d'un cubiculum (chambre), une culina (cuisine) et un triclinium (salle de réception ou salle à manger). D'une autre avec la domus de Caïus Obtus antique. L'occasion pour les héros de découvrir la cuisine romaine, allongés dans des lits (« lectus triclinaris »), disposés en U autour de la table où ils se servent de la nourriture.
- Quant aux rues, elles fourmillent de monde, avec des habitants de différentes classes sociales, aux multiples origines, illustrant l'aspect cosmopolite de la ville. Les piétons circulent entre les trottoirs par des passages surélevés leur étant destinés, comme c'était souvent le cas dans les villes romaines. Ces rues sont ponctuées de tabernae (boutiques) et de fontaines romaines, alimentées par le système hydrographique de la ville.

## Tirage
L'album a été originellement tiré à 60 000 exemplaires.

## Adaptation
L'album a été adapté en dessin animé sous le titre Astérix et la Surprise de César (1985), qui combine des intrigues d'Astérix gladiateur et Astérix légionnaire.